# Fritz Geisperger
Fritz Geisperger (* 26. Juni 1931 in Straubing; † 27. April 2024 ebenda) war ein deutscher Politiker (SPD).

## Werdegang
Geisperger machte die 1. Lehramtsprüfung an der Lehrerbildungsanstalt in Straubing und die 2. Lehramtsprüfung für das Lehramt an Volksschulen sowie die Prüfung für das Lehramt an Gehörlosen-, Schwerhörigen- und Sprachheilschulen. Beruflich war er Taubstummenoberlehrer am Institut für Hörgeschädigte in Straubing und Leiter der Städtischen Volkshochschule Straubing. Ferner war er 2. Vorsitzender der Bezirksarbeitsgemeinschaft der niederbayerischen Volkshochschulen.
Geisperger wurde 1966 Stadtrat in Straubing, wo er auch Fraktionsvorsitzender der SPD-Stadtratsfraktion war. Von 1974 bis 1990 war er Mitglied des Bayerischen Landtags. Dort war er von 1978 bis 1986 Agrarsprecher und ab 1986 stellvertretender Vorsitzender seiner Fraktion. Von 1990 bis 1996 war er Oberbürgermeister von Straubing.

## Ehrungen
- 1983: Verdienstkreuz 1. Klasse der Bundesrepublik Deutschland